# Lasioglossum pellitosinum
Lasioglossum pellitosinum là một loài Hymenoptera trong họ Halictidae. Loài này được Cockerell mô tả khoa học năm 1946.